# Darżewo (powiat koszaliński)
Darżewo – wieś w Polsce położona w województwie zachodniopomorskim, w powiecie koszalińskim, w gminie Bobolice. Miejscowość wchodzi w skład sołectwa Dargiń.
W latach 1975–1998 miejscowość położona była w województwie koszalińskim.
Od 1996 r. Stowarzyszenie Solidarni PLUS prowadzi w Darżewie Ośrodek Rehabilitacyjno-Postresocjalizacyjny zajmujący się leczeniem i terapią osób uzależnionych od środków psychoaktywnych.

## Zabytki
- park dworski, XIX, nr rej.: 964 z 25.03.1977, pozostałość po dworze.